# NGC 5994
NGC 5994 је спирална галаксија у сазвежђу Змија која се налази на NGC листи објеката дубоког неба.
Деклинација објекта је + 17° 52' 23" а ректасцензија 15h 46m 53,2s. Привидна величина (магнитуда) објекта NGC 5994 износи 14,8 а фотографска магнитуда 15,6. NGC 5994 је још познат и под ознакама UGC 10033, MCG 3-40-38, CGCG 107-36, KCPG 472A, ARP 72, VV 16, NPM1G +18.0461, PGC 56020.